# Agria (Griechenland)
Agria (griechisch Αγριά (f. sg.)) ist eine griechische Kleinstadt mit (2011) 5191 Einwohnern in der Region Thessalien. Zusammen mit drei benachbarten Dörfern bildete Agria eine Gemeinde, wurde aber mit der Verwaltungsreform 2010 in die Stadt Volos eingemeindet. Seither hat Agria den Status eines Gemeindebezirks, die Kleinstadt selbst bildet einen gleichnamigen Stadtbezirk (Δημοτική Κοινότητα). Agria liegt etwa 7 km östlich von Volos am Pagasäischen Golf am Fuße des Pilio-Gebirges.
Berühmt ist die Stadt für ihren Oliven- und Zitrusfrüchte-Handel.
Seit 1924 wird hier die Limonade EPSA (ΕΨΑ) hergestellt.
Agria ist Geburtsort des Musikers Vangelis.

## Bilder

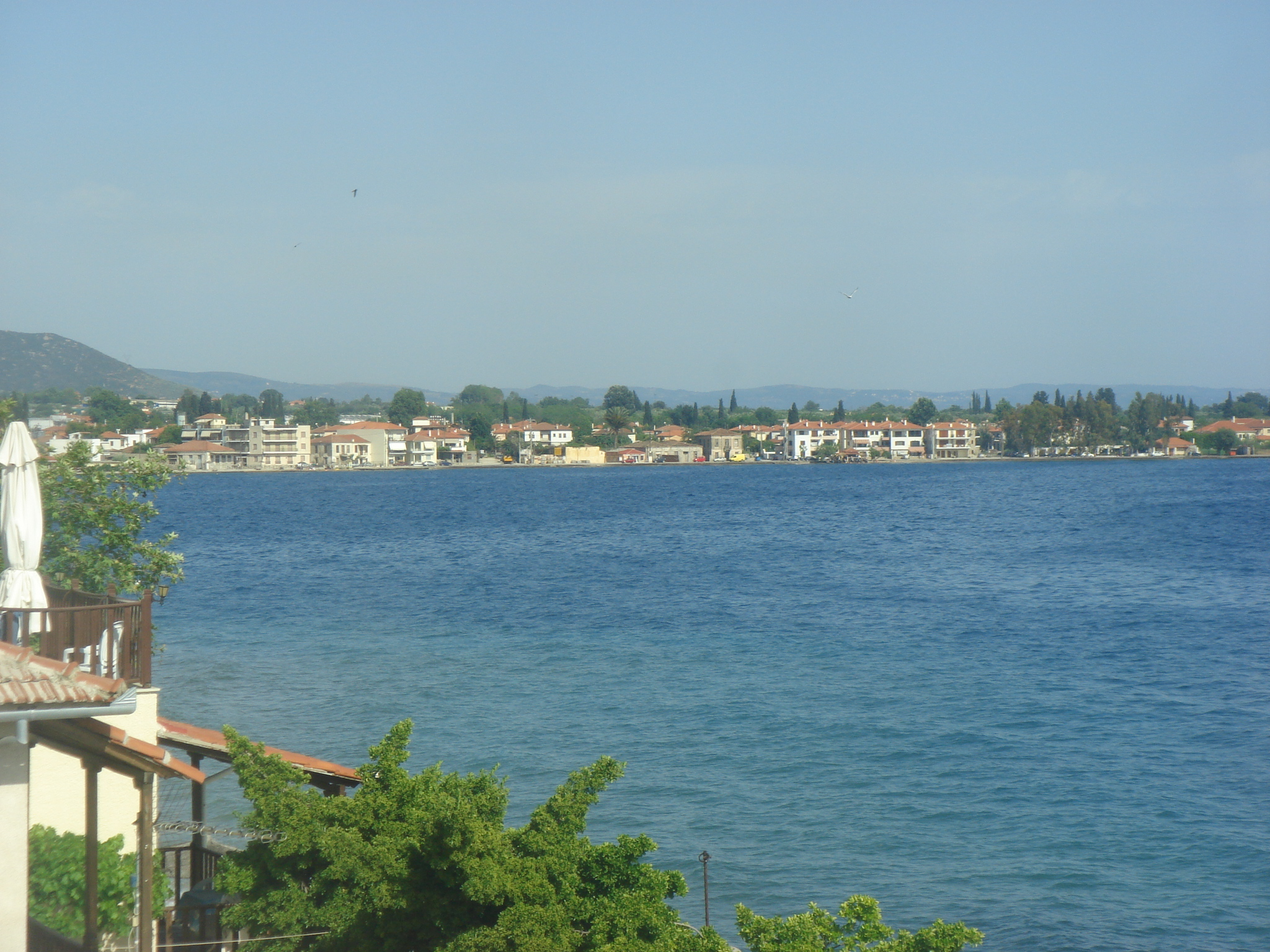
Agria
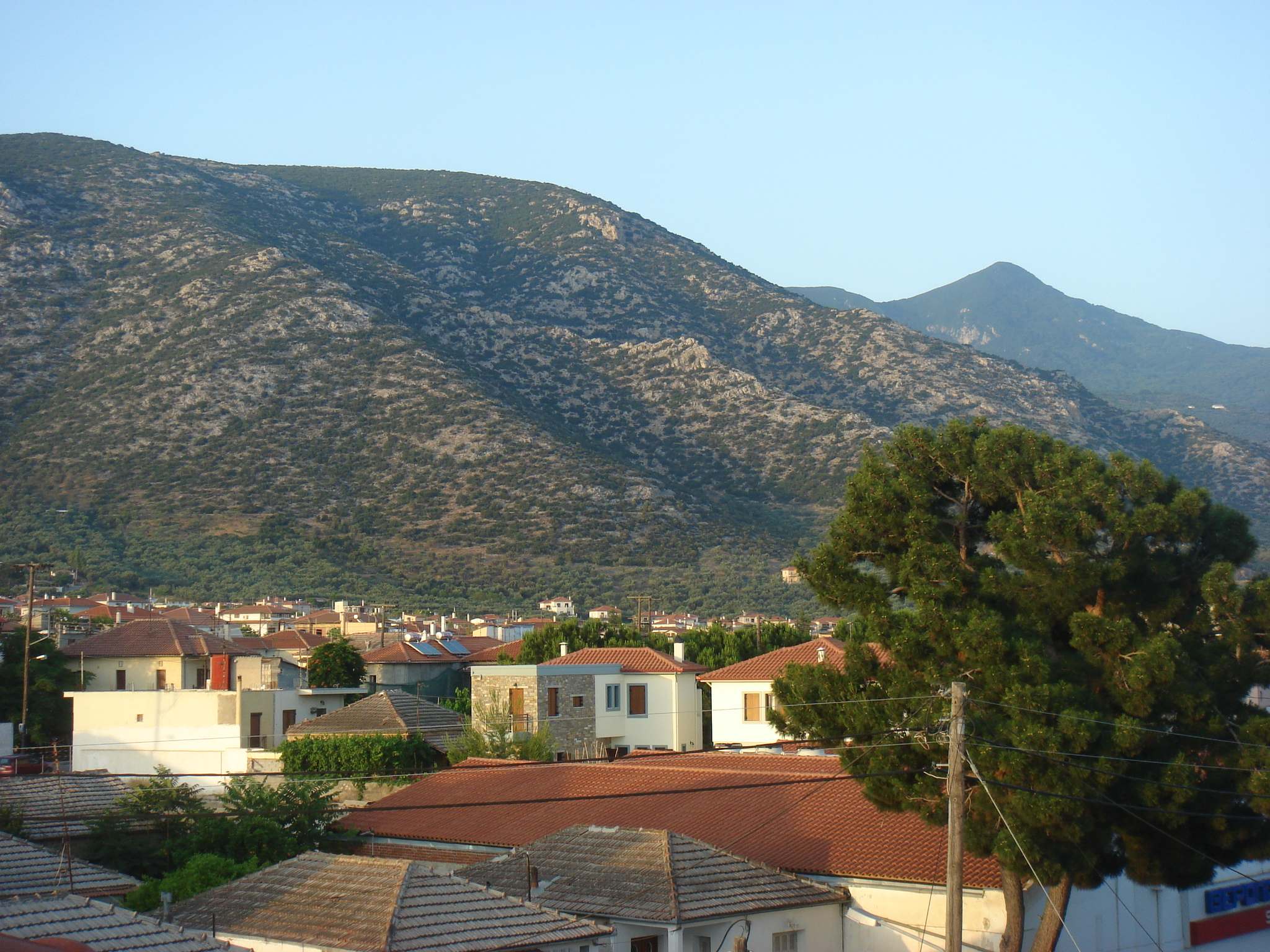
Agria
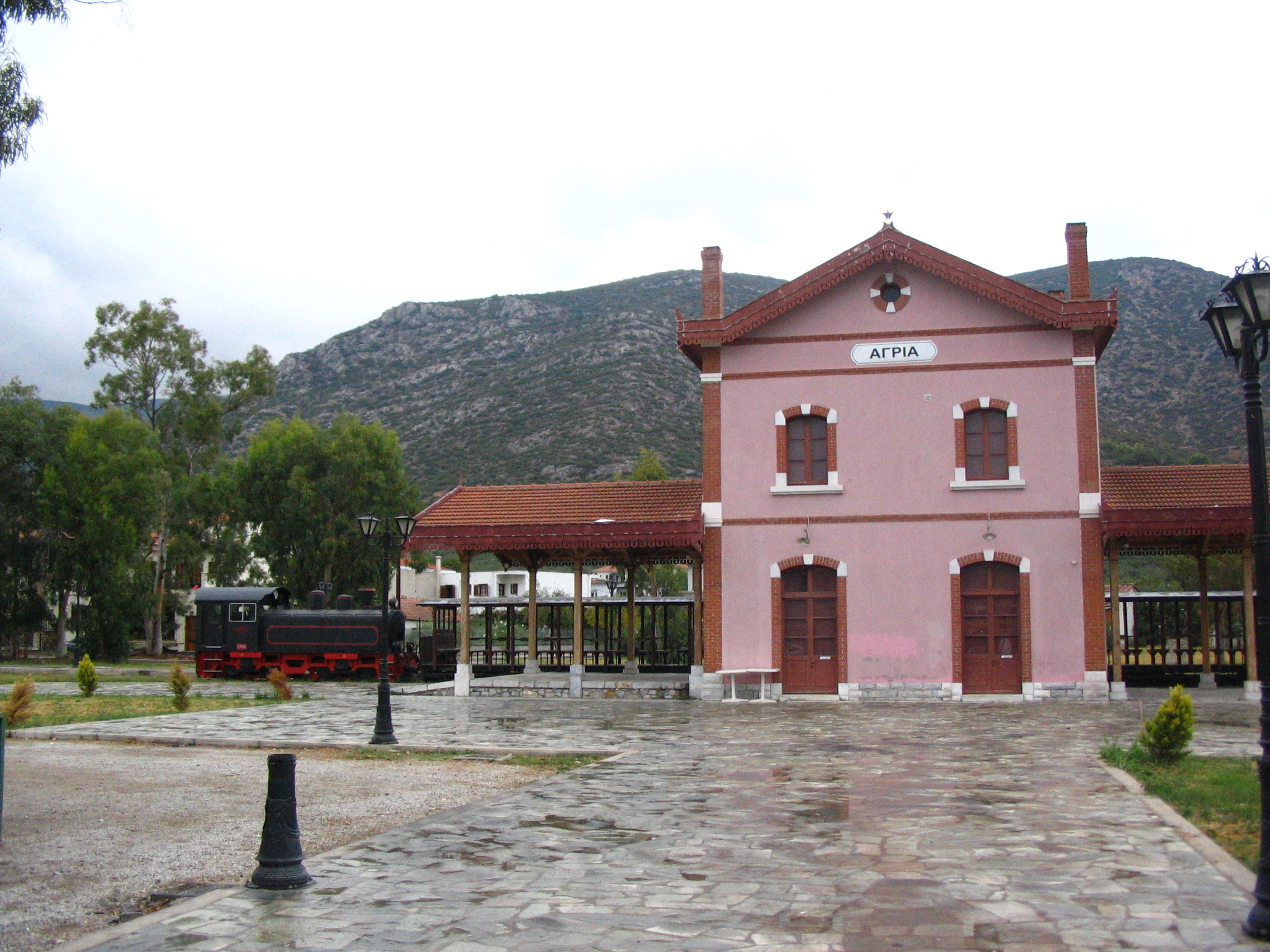
Bahnhof